# Kirrberg (Bajo Rin)
Kirrberg es una localidad y comuna francesa, situada en el departamento de Bajo Rin en la región de Alsacia.
| 196 | 197 | 179 | 168 | 166 | 151 |
| Para los censos de 1962 a 1999 la población legal corresponde a la población sin duplicidades (Fuente: INSEE [Consultar]) |     |     |     |     |     |